# A Máscara da Morte Branca
A Máscara da Morte Branca é uma história em quadrinhos brasileira de assombração, inspirada na lenda de Branca Dias. Roteiro de Alexey Dodsworth (Demônios da Goetia em quadrinhos, Delirium Tremens de Edgar Allan Poe), duas vezes vencedor do Prêmio Argos de literatura fantástica, desenhos de Isaque Sagara e capa de David Arievilo. Lançada pela Editora Draco em 2019, a novela gráfica conta a lenda de Branca Dias nos tempos atuais atuais. Para além da lenda pernambucana, a história tem como outras fontes de inspiração registros históricos da Inquisição Portuguesa.
O título é inspirado em A Máscara da Morte Rubra de Edgar Allan Poe, e na lenda tradicional pernambucana do fantasma de Branca Dias. A HQ conta com seis páginas de apêndice sobre a história da personagem e da Inquisição no Brasil.
Genealogista por hobby, o autor Alexey Dodsworth descobriu ser descendente de Branca Dias, sendo quinze as gerações entre os dois.

## Enredo
O ano é 1556 e, contrariando as diretrizes da igreja naquele tempo, Branca Dias dá aulas a meninas em sua casa em Camaragibe, Pernambuco. Branca recebe a visita de inquisidores que a perseguem pela recorrência de seu judaísmo; entre as muitas acusações, ensinar meninas a ler é uma das mais graves. Branca se livra de seus perseguidores e a história avança para 2022, ano em que o Brasil está ficcionalmente sob uma ditadura miliciana. Alice e seus pais Henrique e Vanessa fazem uma visita ao Açude do Prata - antiga casa de Branca Dias -, pois, sendo Henrique repórter, prepara uma matéria sobre ela, que foi a primeira professora do Brasil. A menina que, como muitos no país, é descendente de Branca, fala com o fantasma da avó que a presenteia com um garfo de sua prataria, que mais tarde Alice usa para trazer justiça e vingança sobre aqueles que estão causando o mal do país e à sua família.

## Crítica
A Máscara teve boa recepção crítica, tendo sido mencionado seu papel de não deixar que parte de nossa história se perca nos porões do esquecimento, ao mesmo tempo em que mescla com temas importantes de nosso presente.

## Prêmios
A Máscara foi semifinalista do III Prêmio ABERST de Literatura 2020, tendo recebido Menção Honrosa em Quadrinhos na final da premiação. Também foi finalista no Prêmio LeBlanc 2020 na categoria História em quadrinhos nacional favorita publicada por editora em 2019.